# Paule d'Arx
Paule d'Arx (Neuchâtel, 11 februari 1939) is een Zwitserse onderwijzeres, schrijfster en literatuurcritica.

## Biografie
Paule d'Arx werd doctor in de letteren en ging vervolgens aan de slag als onderwijzeres, schrijfster en literatuurcritica. Haar meest bekende werken zijn Les travaux et les jours d'Elisabeth uit 1990 en Les géants de paille uit 1992. Daarnaast schreef ze ook essays over Henry de Montherlant, zoals La femme dans le théâtre de Henry Montherlant uit 1973 en Henry de Montherlant ou les chemins de l'exil uit 1995. Ze is tevens lid van de Association vaudoise des écrivains.
Ze woont in Lausanne.

## Werken
- (fr)  La femme dans le théâtre de Henry Montherlant, 1973.
- (fr)  Les travaux et les jours d'Elisabeth, 1990.
- (fr)  Les géants de paille, 1992.
- (fr)  Henry de Montherlant ou les chemins de l'exil, 1995.
- (fr)  A l'ombre d'un peuplier, 1999.